# الشرع (نام خانوادگی)
احمد الشرع (زادهٔ ۱۹۸۲) رئیس‌جمهور سوریه از ۲۰۲۵ است.
الشرع همچنین می‌تواند به موارد زیر اشاره کند:
- فاروق الشرع (زادهٔ ۱۹۳۸)، سیاستمدار و دیپلمات سوری؛ معاون رئیس‌جمهور سابق سوریه
- فیصل شعبان الشرع، دوچرخه سوار آفریقای جنوبی؛ دارنده مدال برنز در مسابقات قهرمانی جاده آفریقا در سال ۲۰۰۹
- حازم الشرع (زادهٔ ۱۹۸۲)، وکیل و سیاستمدار سوری
- حسین الشرع (زادهٔ ۱۹۴۶)، اقتصاددان سوری و فعال ملی‌گرایی عربی
- لطیفه الشرع (زادنام دروبی)، بانوی اول سوریه از ۲۰۲۵
- ماهر الشرع (زادهٔ ۱۹۷۳)، سیاستمدار و پزشک سوری
- ماجد الشرع، مدیر اجرایی فوتبال اردن در اتحاد الرمثه
- مأمون الشرع، نویسنده عرب که در جایزه بین‌المللی داستان عربی ندوا در سال ۲۰۱۹ شرکت کرد
- مایکل شرع، فیلمنامه‌نویس آمریکایی که فیلم‌نامه گتیسبورگ (فیلم ۱۹۹۳) را نوشت
- منیزل عطیه الشرع (زادهٔ ۱۹۵۷)، سیاستمدار اردنی؛ عضو هجدهمین پارلمان اردن
- محمد الشرع، یک مقام عراقی در جنجال‌های انفجاری قوی القاقاع
- منخبولد شرع (ژاپنی: Kyokusetsuzan Eiji)، یک کشتی‌گیر سومو مغولی؛ یک کشتی‌گیر سومو غیر ژاپنی در ژاپن
- زید الشرع، بازیکن فوتبال اردنی در جام عرب ۱۹۸۵ و ۱۹۸۸